# Leonid Nikolajevič Lazarev
Leonid Nikolaevič Lazarev (14. července 1937, Moskva – 4. května 2021) byl ruský fotograf a fotoreportér.

## Životopis
Narodil se 14. července 1937 v Moskvě. V roce 1957 vyhrál druhou cenu na fotografické soutěži Moskevského mezinárodního festivalu mládeže a studentů, rozhodl se, že z fotografie udělá své povolání.
1957, 1958, 1959, 1960 – účastník výstav fotografií „NAŠE MLÁDEŽ“.
1958–1963 – Fotoreportér časopisu Sovětská žena.
1960 – Laureát časopisu Sovětská žena.
1961 – laureát ceny na Všesvazové výstavě výtvarné fotografie.
1962 – laureát nejlepších materiálů časopisu Sovětská žena.
1962 – laureát ceny na Všesvazové výstavě výtvarné fotografie.
1962 – podle názoru zahraničního tisku patřil mezi nejlepší fotografy na světě – Photography Year Book.
1964 – Fotoreportér časopisu Krugozor.
1972 – laureát časopisu Krugozor za sérii fotoreportáží.
1972 – Vystudoval Institut novinářských dovedností při Svazu novinářů SSSR .
1974 – Laureát mezinárodní fotografické soutěže časopisu Novoje vremja (Nová doba).
1977 – obhájil diplom na kameramanské fakultě Všeruské státní univerzitě kinematografie (VGIK).
1985 – byl uveden diafilmový pás „Tři tajemství klauna Čubčika“, 2 části, ozvučený. Studio Diafilm Státní filmové agentury SSSR. Scénická fotografie za účasti herců. Zrození žánru fokifilm (Fotokinofilm).
1985 – byl uveden diafilmový pás „Tajemství kouzelné knihy“, 2 části, ozvučený. Filmstrip Studio Státní filmové agentury SSSR. Scénická fotografie za účasti herců.
1985 – laureát ceny na Všeruské výstavě fotografií „40. výročí Velkého vítězství“.
1986 – Laureát ceny „Literárních novin“ za vytvoření nového žánru „Dokumentární fotografie“ a řady publikací v novém žánru.
1986 – divadelní hra Hledej ženu. Produkční fotograf. Rosconcert SSSR.
1989 – divadelní hra Prjamoj efir ili Blef. Produkční fotograf. Rosconcert SSSR.
1989 – vyhláškou Ministerstva kultury RSFSR č. 66-P ze dne 10. února 1989 získal kvalifikaci „Umělec mluveného žánru“.
1999 – udělen titul KODAK-MASTER.
2008 – samostatná výstava fotografií v galerii „FotoSojuz“.
2010 – samostatná výstava fotografií v ORENSANZ ART FUND v New Yorku (USA).
2010 – Treťjakovská galerie rozšířila svoji sbírku o fotografie L. N. Lazareva ze dne 26. října 2010 č. K 2067/10.
2011, duben – výstava fotografií Leonida Lazareva v Kongresu USA. Vernisáže se zúčastnili: Dan Russell – zástupce náměstka ministra zahraničí pro Evropu a Eurasii, Konstantin Kosačev – předseda Výboru Státní dumy pro mezinárodní záležitosti, Natalja Kolodzei – ředitelka Nadace umění Kolodzei, kurátorka výstavy.
2013 – Ruské muzeum vystavilo fotografie L. N. Lazareva dne 5. září 2013, č. 2459/2.
2013 – Obrazová galerie Penza pojmenovaná po Savickém – zahájení projektu „Penza arts international-2013“ Autorský projekt Pokolenie.
2014 – Autorská expozice ve stylu „vizionismu“ na mezinárodní výstavě „Penza Art International“ v Savického obrazové galerii Penza.
2014 – V umělecké galerii Arizonské univerzity v USA bylo vystaveno 18 fotografií L. Lazareva.
2015, červenec-říjen – Lazarev představil 19 fotografií na výstavě v Muzeu Oscara Niemeyera (Brazílie).
2016 – Státní ústřední muzeum filmu bylo doplněno o pět fotografií L. N. Lazareva ze dne 12. března 2015.
2016, 21. března – zahájení výstavy L. N. Lazareva na Kolumbijské univerzitě v USA.
2016 – Moskevské muzeum bylo doplněno 47 fotografiemi L. N. Lazareva ze dne 18. listopadu 2016.
2016, listopad – Lazarev jako sochař vytvořil bronzové dílo s názvem „Fotograf“. Sochu koupil Státní historické a pamětní muzeum – rezervace „Vlast vlasti V. I. Lenina“.
Zemřel 4. května 2021 ve věku 83 let.

## Edice
- 1958–1963 – Časopis „Sovětská žena“, 110 publikací.
- 1962 – Kniha „Photography Year Book – 1962“ (ed. Nornam Hall, UK).
- 1964–1993 – Časopis „Krugozor“ a „Kolobok“, 720 publikací.
- 1986 – soubor velkoformátových pohlednic „Malé divadlo SSSR“. Nakladatelství Planeta.
- 1988 – soubor velkoformátových pohlednic „Moskevské státní akademické dětské hudební divadlo N. A.“ Nakladatelství Planeta.
- 2003 – „Historie ruských cel“, ilustrované vydání. Vydavatel: „Book Union“ Foundation.
- 2004 – „Nadnárodní Moskva“, ilustrovaný encyklopedický atlas. Vydavatel: „Book Union“ Foundation.
- 2007 – “Dějiny Moskvy XII. – XX. Století„, ilustrované vydání. Vydavatel: „Book Union“ Foundation.
- 2007 – „Fotografie 60–70“, vydání série „Antologie ruské fotografie XX. Století“. Vydavatel: “Lumiere„.
- 2008 – Izbrannoe, autorské album L. N. Lazareva. Vydavatel: I. Gorškov
- 2009 – „VSKhV-VDNKh-VVT“, ilustrované vydání k výročí ve 4 knihách. Vydavatel: „Book Union“ Foundation.
- 2010 – Moskva. Očekávání budoucnosti, autorské album L. N. Lazarev. Vydavatel: Vydavatelství Hlavní archivní správy města Moskvy, Moskevské učebnice a kartoolitografie.
- 2010 – „Ikony 1960–1980“ – vydavatel: „Lumiere“.
- 2013 – Multimediální sedmidílné vydání Rasula Gamzatova „Zpěv vlasti“ s fotografickými ilustracemi Leonida Lazareva. Vydavatel: „Book Union“ Foundation.
- 2014 – Žiju dvakrát – kniha autorských příběhů Leonida Lazareva. Nakladatelské centrum Ulyanovské státní univerzity.
- 2015 – Kniha k 2000. výročí sv. Derbent. Autorem inscenovaného natáčení je Leonid Lazarev.
- 2015 – Bez pudru a makeupu', autorské album Leonida Lazareva. Nakladatelství Planeta (podle publikačního programu moskevské vlády).
- 2017 listopad – Kulka pro Takumaru. Povídky od L. Lazareva. Nakladatelství Alfa-Design.

## Filmová práce
- V kreativním sdružení Ekran (Obrazovka) – „Gžel“ (rež.. M. Kozhin), „Ruský šátek“ (rež. M. Kozhin), Klavírní koncert (rež. V. Gorlov).
- Ve studiu filmů Popular Science – „Studentské stavební týmy“ (rež. L. Černjavskij).